# Cyclades
La xarxa d'ordinadors CYCLADES (pronunciació en francès: /*siklad/: [*siklad]) era una xarxa de recerca francesa creada a principis dels anys 70. Va ser una de les xarxes pioneres que va experimentar amb el concepte de commutació de paquets i va ser desenvolupada per a explorar alternatives al disseny ARPANET. Sostenia la xarxa local de recerca general.
La xarxa CYCLADES va ser la primera a fer als amfitrions responsables per al lliurament fiable de dades, en lloc que aquest fos un servei centralitzat de la xarxa mateixa. Els datagrames s'intercanviaven a la xarxa utilitzant protocols de transport que no garantien un lliurament fiable, només intentava oferir el millor resultat. La xarxa utilitzava el Principi end-to-end, un protocol de transparència que es va popularitzar més tard. Això va simplificar el disseny de la xarxa, va reduir la seva latència i les oportunitats d'error d'un sol punt. La experiència amb aquests conceptes va desencadenar el disseny de peces clau del protocol d'internet al projecte ARPANET.
La xarxa va ser patrocinada pel Govern Francès, a través del Institut de Recherche en lnformatique et en Automatique (IRIA), el laboratori de recerca nacional de les ciències de la computació a França, conegut com a INRIA, que va servir com a agència coordinadora. Moltes manufactures de computació franceses, instituts de recerca i universitats van col·laborar amb la causa. CYCLADES va ser dissenyat i dirigit pel Louis Pouzin.

## Concepció i desplegament
El disseny va començar el 1972, i el Novembre del 1973 es va fer pública la primera demostració, utilitzant tres amfitrions i un commutador de paquets. El procés va continuar el 1974, amb tres commutadors de paquets instal·lats al Febrer. Tot i això, en aquell punt la xarxa només podia ser operativa durant tres hores diàries. Al juny la xarxa va augmentar el número de commutadors a 7 i es podia fer ús durant més hores diàries per a proves experimentals.
Aquell any també es va desenvolupar un concentrador terminal. El 1975, la xarxa va disminuir lleugerament a causa de les restriccions pressupostàries, però va ser temporal. En aquell punt, la xarxa oferia l'opció d'inici de sessió i de transferència de fitxers.
Al 1976 la xarxa s'havia desenvolupat completament amb 20 nodes amb connexions a NPL a Londres, ESA a Roma, i a la Xarxa Informàtica Europea (EIN).

## Detalls tècnics
CYCLADES va utilitzar una arquitectura de capes, de la mateixa manera que va fer Internet. La transmissió bàsica de paquets com a funció, anomenada CIGALE, era novedosa; proporcionava un servei de datagrama poc fiable (la paraula va ser creada per Louis Pouzin combinant els termes "data" i "telegrama"). Com que els commutadors tècnics ja no havien de garantir l'entrega correcta de dades, el seu disseny es va simplificar. 
“La inspiració dels datagrames tenia dues fonts. Una eren els estudis del Donald Davies. Ell havia fet una simulació de les xarxes de datagrames, però tot i això no n'havia construït cap, i semblava tècnicament. La segona inspiració va ser que m'agraden les coses simples. No vaig veure cap motivació tècnica real per sobreposar dos nivells de Protocols end-to-end. Vaig pensar que amb un ja n'hi havia prou.”

-Louis Pouzin
La xarxa CIGALE presentava un protocol d'encaminament d'un vector de distància i permetia experimentar amb diverses mètriques. També va incloure un protocol de sincronització horària a tots els commutadors de paquets. CIGALE va incloure els primers intents de realitzar el control de la congestió deixant anar paquets sobrants.
El nom CIGALE—(Pronunciació francesa: [siɡal]) que és la paraula francesa del terma cicada—, prové del fet que els desenvolupadors van instal·lar un altaveu a cada ordinador, de manera que "va sonar 'chirp chirp chirp' com les cicades" quan un paquet va passar a l'altre ordinador.
Un Protocol end-to-end construït al damunt oferia un servei de transport fiable. Va proporcionar una seqüència d'unitats de dades visibles per l'usuari anomenades lletres, en lloc del flux de bytes fiable de TCP. El protocol de transport va ser capaç de fer front a l'enviament fora de comanda i de diagrames poc fiables, utilitzant els mecanismes actuals estàndard de reconeixement i terminis de finalització; també va incloure finestres corredisses i control de flux end-to-end.

## Desaparició
Cap al 1976, el PTT francès estava desenvolupant Transpac, una xarxa de paquets basada en l'estàndard X.25. Els debats acadèmics entre el datagrama i les xarxes de circuits virtuals van continuar durant un temps, però finalment es van veure reduïts per decisions burocràtiques.
La transmissió de dades era un monopoli estatal a França en aquell moment, i l'IRIA necessitava una dispensació especial per fer funcionar la xarxa CYCLADES. El PTT no va acceptar el finançament del govern d'un competidor a la seva xarxa Transpac i va insistir que es rescindís el permís i el finançament. El 1981, Cyclades va ser obligat a tancar.

## Llegat
El llegat més important de CYCLADES va ser demostrar que traslladar la responsabilitat de la fiabilitat als amfitrions era viable i produir una xarxa de serveis que funcionés bé també. Paral·lelament, va demostrar que reduïa molt la complexitat dels commutadors de paquets. El concepte es va convertir en una pedra angular en el disseny d'Internet.
La xarxa va ser també un terreny fèrtil per a l'experimentació i va permetre a una generació d'informàtica francesa experimentar amb conceptes de xarxa. Louis Pouzin i els exalumnes de CYCLADES van iniciar diversos projectes de seguiment a l'IRIA per experimentar amb xarxes d'àrea local, xarxes de satèl·lits, el sistema operatiu Unix i el sistema operatiu de transmissió de missatges Chorus.
Hubert Zimmermann va utilitzar la seva experiència a CYCLADES per influir en el disseny del model OSI, que continua sent una eina pedagògica comuna.
Els exalumnes i investigadors de CYCLADES a IRIA / INRIA també van influir en la difusió de l'adopció d'Internet a França, que va ser testimoni de l'èxit d'Internet basat en el datagrama i de la desaparició de les xarxes de circuits virtuals X.25 i ATM.